# Tiocianogeno
Il tiocianogeno, (SCN)2, è uno pseudoalogeno derivato dal tiocianato, SCN–. Il composto ha connettività NCS–SCN con simmetria molecolare C2.
La sintesi del tiocianogeno è stata descritta per la prima volta nel 1919. In origine fu preparato facendo reagire iodio con una sospensione di tiocianato d'argento in etere dietilico, ma la reazione è poco efficiente forse a causa del basso potere ossidante dello iodio. In seguito sono apparsi vari altri metodi di sintesi; il più usato prevede l'ossidazione con bromo di un tiocianato metallico, in solvente inerte:
2AgSCN + Br2 → 2AgBr + NCS-SCN
Il tiocianogeno puro forma cristalli bianchi che fondono a circa -7 °C e polimerizzano per dare paratiocianogeno (SCN)x, un solido rosso mattone. Lo si può utilizzare convenientemente in soluzione di solventi inerti come tetracloruro di carbonio e disolfuro di carbonio, mentre in acqua viene rapidamente idrolizzato.
Il tiocianogeno viene a volte utilizzato nella sintesi di nuovi composti organici e inorganici. L'analogo composto selenocianogeno, (SeCN)2, ha comportamento chimico simile al tiocianogeno.